# Piotr Kantor
Piotr Kantor (* 3. Mai 1992 in Sosnowiec) ist ein polnischer Beachvolleyballspieler. Von 2009 bis 2013 wurde er in unterschiedlichen Altersklassen dreimal Weltmeister und viermal Europameister. 2016 und 2021 nahm er an den Olympischen Spielen teil. Er ist amtierender Meister seines Heimatlandes (Stand: Januar 2025) und gewann diesen Titel weitere drei Male zuvor.

## Karriere
Kantor spielte 2009 mit Bartosz Łosiak bei den Mysłowice Open sein erstes Turnier der FIVB World Tour. In Espinho gewannen Kantor/Łosiak die Europameisterschaft der U18. Im gleichen Jahr erreichten sie bei der U19-Weltmeisterschaft in Alanya den neunten Rang. 2010 siegten sie auch bei der U20-EM in Catania. Wenig später gewannen sie bei der U19-Weltmeisterschaft in Porto ihren nächsten Titel. Anschließend nahmen sie in Stare Jabłonki erstmals an einem Grand Slam teil. Zur U21-WM 2011 in Alanya trat Kantor mit Damian Wojtasik an und kam auf den 29. Platz. Anschließend spielten Kantor und Łosiak wieder zusammen und entschieden die U20-EM in Tel Aviv-Jaffa für sich. Bei der U21-WM in Halifax unterlagen sie erst im Finale. 2012 wurden sie Dritte beim Continental Cup in Alanya. Die U23-EM in Assen beendeten sie auf dem zweiten Rang. Anschließend erreichten Kantor/Łosiak als Neunte des Grand Slams von Stare Jabłonki erstmals die Top Ten eines World-Tour-Turniers. In Halifax wurden sie Weltmeister der U21. 2013 gewannen sie bei der U23-Weltmeisterschaft in Mysłowice ihren sechsten Titel als Nachwuchsspieler. Den Grand Slam in Den Haag beendeten sie auf dem neunten Rang. Bei der WM in Stare Jabłonki erreichten sie als Gruppensieger die KO-Phase, schieden aber dann im ersten Duell gegen die Kanadier Saxton/Schalk aus. Nach der WM wurden sie bei den Grand Slams in Gstaad und Berlin jeweils Neunte. Bei der U22-Europameisterschaft in Warna gewannen sie ihren nächsten EM-Titel. Zum Ende des Jahres belegten sie beim Grand Slam in São Paulo den fünften Platz.
Seit 2014 gehörten Kantor/Łosiak zur Weltspitze im Beachvolleyball. Das polnische Duo erreichten auf der FIVB World Tour zahlreiche Top-Ten-Ergebnisse. Herausragend waren hierbei ein dritter Platz 2014 beim Grand Slam in São Paulo, ein zweiter Platz 2015 beim Major in Stavanger, 2016 der Sieg beim Grand Slam in Rio de Janeiro und ein dritter Platz beim Grand Slam in Moskau sowie ein zweiter Platz 2017 beim 5-Sterne-Turnier in Gstaad. Hinzu kamen die Teilnahme an den Olympischen Spielen 2016 in Rio de Janeiro, der fünfte Platz bei der Beachvolleyball-Weltmeisterschaft 2017 in Wien sowie Platz vier beim FIVB Saisonfinale in Hamburg. 2018 siegten Kantor/Łosiak beim FIVB 4-Sterne-Turnier in Warschau und belegten den Bronzerang beim FIVB Saisonfinale in Hamburg. Außerdem wurden sie 2014, 2017 und 2018 polnische Meister, standen 2011 und 2013 ebenfalls im Finale der nationalen Titelkämpfe sowie 2015 und 2016 als Dritte auf dem Podest. 
Bei der Beachvolleyball-Weltmeisterschaft 2019 gewannen sie ihre Vorrundengruppe, schieden allerdings in der ersten KO-Runde gegen die Russen Semjonow/Leschukow aus. 2020 erreichten die Polen das letzte Mal gemeinsam das Endspiel ihrer Landesmeisterschaft. 2021 qualifizierten sie sich über die FIVB-Weltrangliste (u. a. als Sieger des 4-Sterne-Turniers in Sotschi) für die Olympischen Spiele in Tokio, bei denen sie als Gruppendritte in der Lucky Loser Runde gegen die Spanier Herrera/Gavira ausschieden. Anschließend wurden sie in Wien Europameisterschafts-Dritte.
2022 war Maciej Rudol Kantors ständiger Partner, mit dem er bei der Weltmeisterschaft in Rom und bei der Europameisterschaft in München jeweils Platz neun erreichte. Nach einem fünften Platz im April 2023 beim Challenge-Turnier in Saquarema trennten sich die beiden. Beim einzigen Event in der Saison zuvor, das Kantor mit Jakub Szałankiewicz bestritt, sprang eine weitere Silbermedaille bei den polnischen Titelkämpfen heraus. 
Seit Mai 2023 spielt Jakub Zdybek mit  dem gebürtigen Schlesier zusammen. Beste Ergebnisse auf der World Beach Pro Tour 2023 waren bei den Challenge-Veranstaltungen in Jūrmala Platz fünf, in Espinho Platz vier sowie ein Sieg in Chiang Mai. Bei der Europameisterschaft in Wien blieben die Polen sieglos. Bei der Weltmeisterschaft in Tlaxcala erreichten sie als „Lucky Loser“ die erste Hauptrunde, in der sie gegen die US-Amerikaner Andy Benesh und Miles Partain ausschieden. In der folgenden Spielzeit war eine Viertelfinalteilnahme beim Challenge in Stare Jablonki das beste Resultat von Kantor und Zdybek auf internationaler Ebene. Ihr bis zu diesem Zeitpunkt national größter gemeinsamer Erfolg gelang ihnen, als sie das Finale der polnischen Landesmeisterschaft für sich entscheiden konnten.

## Auszeichnungen
- 2024: Wertvollster Spieler der polnischen Meisterschaft[3]